# Sandwich Day
"Sandwich Day" é o 14.° episódio da segunda temporada da série de televisão norte-americana de comédia de situação 30 Rock, e o 35.° da série em geral. O seu argumento foi co-escrito pelo produtor executivo Robert Carlock e pelo co-produtor executivo Jack Burditt, enquanto a realização ficava sob a responsabilidade do produtor Don Scardino. A sua transmissão nos Estados Unidos ocorreu na noite de 1 de Maio de 2008 através da rede de televisão National Broadcasting Company (NBC). Dentre os artistas convidados para o episódio, estão inclusos Jason Sudeikis, Brian Dennehy, Rip Torn, Marceline Hugot, John Lutz, Maulik Pancholy e Lonny Ross.
O episódio inicia no escritório dos argumentistas do The Girlie Show with Tracy Jordan (TGS) com a celebração do Dia Anual da Sanduíche, no qual a equipa do programa recebe sanduíches deliciosas de uma padaria misteriosa em Brooklyn. A argumentista-chefe Liz Lemon (interpretada por Tina Fey) recebe uma chamada do seu ex-namorado Floyd DeBarber (Sudeikis), cujo voo foi cancelado e necessita de um lugar onde passar a noite. Não obstante, Liz fica furiosa ao saber que a sua sanduíche fora roubada pelos seus colegas e o actor Tracy Jordan (Tracy Morgan), o que faz com que estes, acompanhados por Jenna Maroney (Jane Krakowski) e o estagiário da NBC Kenneth Parcell (Jack McBrayer) procurem soluções para conseguirem uma nova sanduíche. Entretanto, após uma decisão da Ordem de Directores da General Electric (GE), o executivo Jack Donaghy (Alec Baldwin) é despromovido, fazendo-o questionar o seu futuro na empresa.
Em geral, embora não universalmente, "Sandwich Day" foi recebido com aclamação crítica pelos analistas especialistas em televisão do horário nobre, com a maioria dos elogios sendo direccionados ao desempenho de Fey e à participação especial de Sudeikis, com a primeira acabando por vencer um Prémio Emmy do horário nobre pela sua performance. O enredo do episódio foi igualmente enaltecido por ter permitido uma união rara de todas as personagens do seriado. Hoje, "Sandwich Day" é destacado como um dos melhors episódios de 30 Rock. De acordo com os dados compilados pelo serviço de mediação de audiências da Nielsen Media Research, "Sandwich Day" foi assistido por uma média de 5,40 milhões de telespectadores norte-americanos durante a sua transmissão original e recebeu a classificação de 2,6 e sete de share no perfil demográfico dos telespectadores entre os dezoito aos 49 anos de idade.

## Produção e desenvolvimento
"Sandwich Day" é o 14.° e penúltimo episódio da segunda temporada de 30 Rock. O seu enredo foi co-escrito por Robert Carlock e Jack Burditt. Para Carlock, que além de co-showrunner também assume as funções de produtor executivo e produtor, esta foi a sua oitava vez a ver o seu nome listado como o responsável pelo guião de um episódio da série, enquanto para Burditt, co-produtor executivo da temporada, foi a sua sétima. Na sua autobiografia Bossypants (2011), Fey incluiu este guião como um dos seus quatro favoritos entre todos os escritos por Carlock, com os outros sendo "Jack-Tor" (2006), "Generalissimo" (2009) e "Apollo, Apollo" (2009). Não obstante, a realização de "Sandwich Day" ficou sob a responsabilidade do do produtor Don Scardino, que assim atingiu o seu 12.° crédito como realizador em 30 Rock, o maior para qualquer realizador.

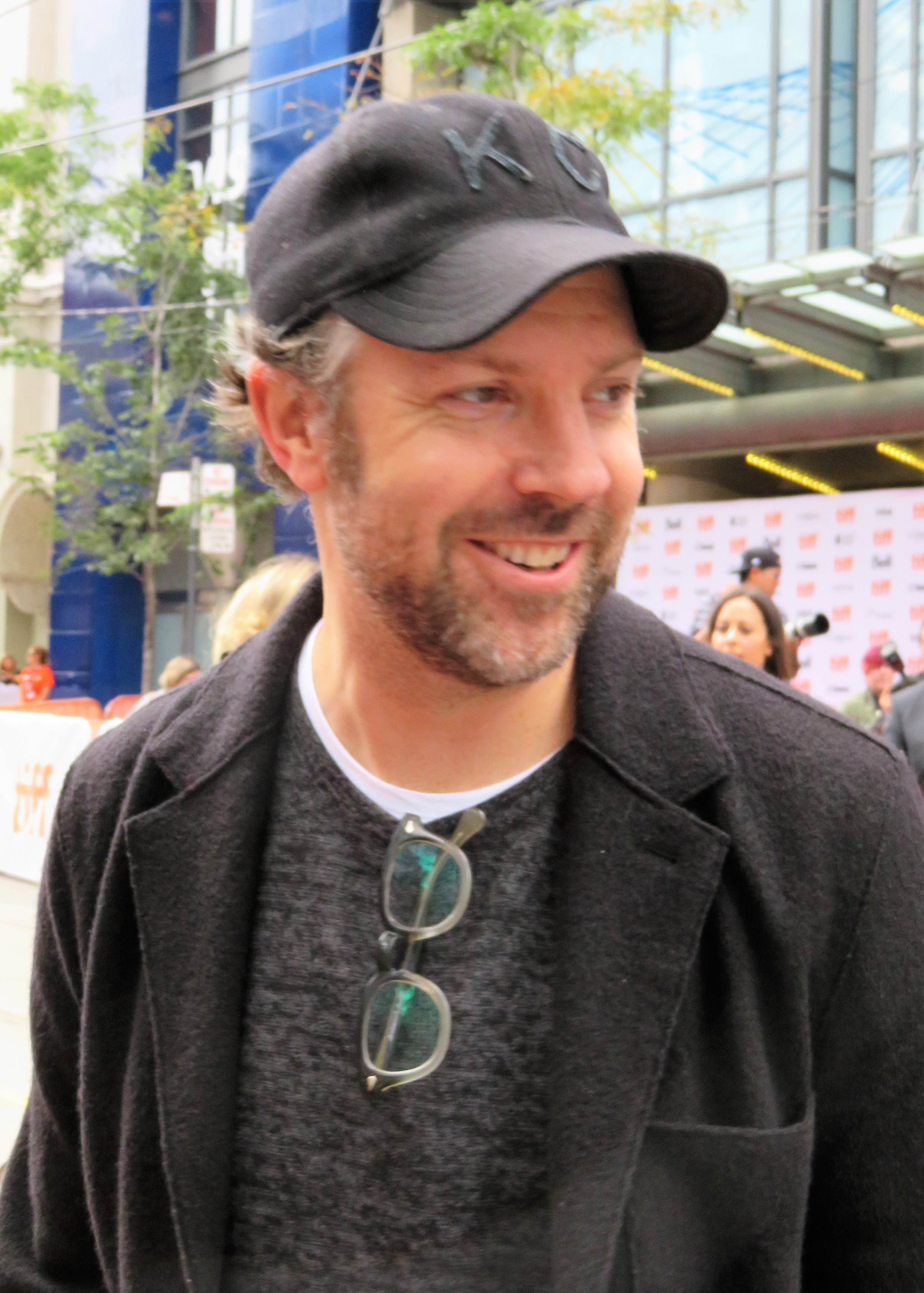
"Sandwich Day" marcou a oitava participação de Jason Sudeikis em 30 Rock.

A maior parte deste episódio foi gravada a 1 de Abril de 2008 nos Estúdios Silvercup, Cidade de Nova Iorque. Excepcionalmente, este episódio não teve a sequência de cold open. A colagem de fotos intitulada "Friends 4 Eva!!!" elaborada pelo assistente Jonathan (Maulik Pancholy) para o seu chefe Jack Donaghy na verdade não contém fotos dos dois juntos. No entanto, inclui uma foto de Jack com o líder norte-coreano Kim Jong-Il, assim como as frases "Adeus amigo executivo superstar brilhante," "Adeus é difícil" e "Você é o melhor." Em Abril de 2009, o repórter Erin Zimmer revelou no portal Serious Eats ter descoberto através de uma fonte secreta que trabalhava para 30 Rock que a padaria secreta mencionada em "Sandwich Day" era na verdade a Fiore's Deli, localizada em Hoboken, Nova Jérsia.
Este episódio marcou a segunda aparição da actriz Johnnie May em 30 Rock. Ela anteriormente participou do episódio "Tracy Does Conan" como uma enfermeira que leva o sangue de Liz para doação. Em "Sandwich Day," no entanto, ela interpretou uma segurança de aeroporto que não permitiu a Liz passar pelo controlo de segurança pois carregava uma sanduíche na sua bolsa e ainda um recipiente de molho para a mesma que ultrapassava três onças (85 gramas). Para os actores Katrina Bowden e Keith Powell, apesar dos seus nomes terem sido listados ao longo da sequência de encerramento do episódio, não participaram de "Sandwich Day" desempenhando as suas respectivas personagens Cerie Xerox e James "Toofer" Spurlock.
Em "Sandwich Day," o actor e comediante Jason Sudeikis fez a sua oitava participação especial em 30 Rock a interpretar Floyd DeBarber, ex-namorado de Liz Lemon. Sudeikis já foi integrante do elenco do Saturday Night Live (SNL), um programa de televisão humorístico norte-americano transmitido pela NBC no qual Tina Fey — criadora, produtora executiva e actriz principal de 30 Rock — foi argumentista-chefe entre 1999 e 2006. Vários outros membros do elenco do SNL já fizeram uma participação em 30 Rock. Eles são: Fred Armisen, Kristen Wiig, Will Ferrell, Jimmy Fallon, Amy Poehler, Julia Louis-Dreyfus, Bill Hader, Chris Parnell, Don Pardo, Tim Meadows, Molly Shannon, Siobhan Fallon Hogan, Gilbert Gottfried, Bobby Moynihan, Rachel Dratch, Will Forte, Jan Hooks, Horatio Sanz, e Rob Riggle. Ambos Fey e Tracy Morgan fizeram parte do elenco principal do SNL, com Fey sendo ainda a apresentadora do segmento Weekend Update. Outros membros da equipa de 30 Rock que trabalharam em SNL são John Lutz, argumentista entre 2003 a 2010, e Steve Higgins, argumentista e produtor do SNL desde 1995. O actor Alec Baldwin apresentou o SNL por dezassete vezes, o maior número de episódios por qualquer personalidade.
O actor e comediante Judah Friedlander, que interpreta a personagem Frank Rossitano em 30 Rock, é conhecido pelos seus bonés de camioneiro de marca registada que ele usa dentro e fora da personagem Frank. Os chapéus, normalmente, apresentam pequenas palavras ou frases estampadas neles. Friedlander afirmou que ele próprio é quem faz os chapéus. Revelou também que "alguns deles são piadas interiores, e alguns são simplesmente piadas". A ideia veio do persona de Friedlander nas suas apresentações de comédia stand-up, nas quais os chapéus estão todos impressos com a escrita "campeão mundial" em diferentes línguas e diferentes aparências. Neste episódio, Frank usa bonés que leem "Sumo Dog" e "Speling Expirt"  [sic].

## Enredo
É o Dia da Sanduíche no escritório do TGS, um dia anual no qual os Teamsters, uma equipa liderada por Mickey J. (Brian Dennehy), traz sanduíches deliciosas de uma padaria italiana secreta localizada em Brooklyn. Ao terminarem de comer as suas sanduíches, a equipa do TGS ameaça, sem sucessos, o argumentista John Lutz (John Lutz) pela sua, então, comem a sanduíche de Liz que, ao tomar conhecimento, fica furiosa e ameaça "cortar [as suas] caras tão mal [...] [que eles] terão apenas queixos" caso não lhe tragam uma nova. Como resultado, Tracy Jordan (Tracy Morgan), Kenneth Parcell (McBrayer), Lutz e Frank Rossitano (Judah Friedlander) têm uma reunião com os Teamsters na qual estes concordam em oferecer mais uma sanduíche se a equipa do TGS vencer um concurso de bebida contra eles. Os quatro encontram-se incapacitados a participar do concurso de bedida, então Jenna Maroney (Jane Krakowski) concorda em participar por eles. Quando Jenna já não consegue mais tomar shots de Jameson, Tracy, Kenneth e Frank descobrem que podem ajudar a ela a vencer o concurso.
Entretanto, enquanto corria na sua esteira, Liz recebe uma chamada de Floyd (Jason Sudeikis), seu ex-namorado com quem terminara o relacionamento no final da primeira temporada. Ele pede para passar a noite na sua casa após o seu voo de retorno à sua cidade natal de Cleveland, Ohio ser cancelado devido a uma tempestade que se avizinha. Após uma conversa com Tracy, Jenna e Pete, ela decide tomar proveito da situação e aperalta-se para o seu encontro com Floyd, que vai ter com ela nos estúdios do TGS para levar a chave do seu apartamento e convida-a para jantar. Após um jantar bem-sucedido, Floyd deixa Liz na entrada do seu prédio pois deve voltar ao aeroporto para apanhar o seu voo de volta a Cleveland, despedindo-a com um beijo na bochecha. No entanto, Floyd aparece de repente na porta do seu apartamento na manhã seguinte pois a companhia áerea com a qual era suposto viajar foi "cancelada." Depois de se assustar com a aparência matutina de Liz, ele entra no apartamento e ela confronta-o sobre a moça que atendeu o telemóvel da última vez que lhe ligou, mas Floyd não quer responder e mente que conseguiu um outro voo que partia em quarenta minutos. Liz rapidamente descobre a sua mentira quando encontra-o sentado em um banco enquanto fazia exercício. Após uma conversa com Jack, já com a sua sanduíche, ela decide ir ao aeroporto, onde faz as pazes com Floyd e os dois concordam em continuar como apenas amigos.
Não obstante, após tentativas fracassadas de despertar Don Geiss (Rip Torn), o diretor executivo da GE, do seu coma, Jack remove as suas coisas do seu escritório no 52.º andar, aquando da sua despromoção pela filha de Geiss, Kathy (Marceline Hugot), para uma nova posição no 12.º andar. O seu assistente Jonathan (Maulik Pancholy) faz-lhe uma colagem de fotos suas juntas como um acto de despedida. Desapontado e frustrado com o ambiente que encontra no seu novo local de trabalho, Jack entra em desespero e retorna ao hospital com o fim de tentar despertar Geiss novamente. Contudo, ele acaba por ouvir o enfermeiro da unidade de cuidados geriátricos a aconselhar-lhe a "abandonar a GE" e, após conversar com Liz, muda-se para Washington, D.C. para ser o novo "Diretor de Gerenciamento de Crises e Tempo de Homeland Security".